# Papyrus 45
Papyrus 45 ({\displaystyle {\mathfrak {P}}}45 oder P. Chester Beatty I) ist eine frühe Handschrift des Neuen Testaments und Teil der biblischen Chester-Beatty-Papyri. Sie wurde wahrscheinlich um das Jahr 250 n. Chr. in Ägypten erstellt. Sie enthält die Texte des Matthäusevangeliums 20–21 und 25–26; des Markusevangeliums 4–9 und 11–12; des Lukasevangeliums 6–7 und 9–14; des Johannesevangeliums 4–5 und 10–11 sowie die Apostelgeschichte 4–17. Das Manuskript wird zurzeit in der Chester Beatty Library in Dublin, Irland aufbewahrt. Ein Blatt (Folio) jedoch mit Matthäus 25,41–26,39 befindet sich in der Österreichischen Nationalbibliothek in Wien (Pap. Vindob. G. 31974).
Dieser Papyrus Chester Beatty I hier ist nicht zu verwechseln mit dem hieratischen Papyrus Chester Beatty I (Ramessidenzeit), der von Ägyptologen oft ebenfalls als Papyrus Chester Beatty I bezeichnet wird. 

## Zustand des Manuskriptes
Das Manuskript ist stark beschädigt und fragmentiert. Der Papyrus wurde zu einem Kodex gebunden, der aus wahrscheinlich 220 Seiten bestand. Jedoch haben davon nur 30 Seiten überlebt (2 von Matthäus, 6 von Markus, 7 von Lukas, 2 von Johannes und 13 von Apostelgeschichte). Alle Seiten haben Lacunae (Lücken), nur sehr wenige Zeilen sind vollständig. Die Seiten von Matthäus und Johannes sind die kleinsten. Die ursprünglichen Seiten hatten etwa die Größe von 25 × 20 cm. Im Gegensatz zu vielen anderen erhaltenen Manuskripten des 3. Jahrhunderts, die die Evangelien, Katholischen Briefe oder Paulusbriefe enthalten, enthielt diese Handschrift mehr als eine Gruppierung von Texten des Neuen Testaments. Diese Hypothese beruht auf der Verwendung der Sammlung von zwei Blättern, einem einfachen Quire (25 Blätter), wie ihn die meisten Kodizes hatten.

## Textcharakter
Wegen des großen Ausmaßes der Zerstörung war es schwer, den Texttyp zu bestimmen. Die Handschrift wurde von Alfred Chester Beatty in der ersten Hälfte des 20. Jahrhunderts erworben und in dem Werk The Chester Beatty Biblical Papyri, Descriptions and Texts of Twelve Manuscripts on Papyrus of the Greek Bible von Frederic G. Kenyon im Jahre 1933 veröffentlicht. In dieser Arbeit identifiziert Kenyon den Texttyp als Cäsareanisch und folgt dabei der Definition von Burnett Hillman Streeter. Hollis Huston kritisierte Kenyons Transkription vieler teilweise erhaltener Worte und kam zu dem Schluss, dass sich Kapitel 6 und 11 von Markus in {\displaystyle {\mathfrak {P}}}45 nicht nahtlos in einen Texttyp einordnen lassen, besonders nicht in den Cäsareanischen, da das Manuskript diese speziellen Texte für jeden Texttyp auf das 4. oder 5. Jahrhundert vordatieren würde.